# Vinča (gmina miejska Grocka)
Vinča (cyr. Винча) – wieś w Serbii, w mieście Belgrad, w gminie miejskiej Grocka. W 2011 roku liczyła 6779 mieszkańców.